# Kommersant
Kommersant (în rusă Коммерсантъ, AFI: [kəmʲɪrˈsant], cu sensul de „Afaceristul”, prescurtat „Ъ”) este un cotidian distribuit la nivel național, publicat în Rusia, care este în principal dedicat politicii și afacerilor. TNS Media și NRS Rusia au certificat în iulie 2013 că tirajul cotidianului a fost de 120.000–130.000 de exemplare tipărite. Este publicat de Editura Kommersant, societate pe acțiuni cu sediul la Moscova, fondată în 1990 de Vladimir Iakovlev.
Este considerat pe scară largă a fi unul dintre cele trei cotidiene de afaceri principale ale Rusiei (împreună cu Vedomosti (Ведомости) și RBK (РБК)).

## Istorie
Ziarul original Kommersant a apărut prima dată la Moscova în 1909, dar a fost închis de către bolșevici în urma Revoluției din Octombrie din 1917.
În 1989, odată cu începutul libertății presei în Rusia, Kommersant a fost relansat ca proprietate a omului de afaceri și publicist Vladimir Iakovlev. Primul număr a fost lansat în ianuarie 1990. A fost modelat după jurnalismul de afaceri din Occident.
Primul număr al noului ziar a fost publicat la 9 decembrie 1989. Din 8 ianuarie 1990 până în septembrie 1992, ziarul a fost publicat săptămânal.
Titlul ziarului este scris în limba rusă cu un semn tare la sfârșit (ъ). Litera ъ a fost inițial utilizată în scrierea limbii slavone, fiind pronunțată ca un "u" scurt ([ŭ]). Ulterior a fost preluată în grafia limbii ruse, marcând pronunțarea "tare", adică fără palatalizare, a consoanei anterioare. În grafia modernă a limbii ruse, semnul <ъ> este folosit foarte rar, după ce, în mare măsură, a fost abolit de reforma ortografică rusă de după revoluție din 1917, astfel se face o conexiune și o referire la ziarul Kommersant original. Acest lucru este redat în sigla cotidianului Kommersant, care prezintă un semn tare la sfârșitul unui font ceva mai formal. Ziarul se referă la el însuși ca „Ъ”.
Fondat ca un ziar săptămânal, a devenit popular în rândul elitelor de afaceri și politice. A devenit apoi un cotidian în 1992. A fost deținută de omul de afaceri Boris Berezovski din 1999 până în 2006, când l-a vândut lui Badri Patarkațișvili. În septembrie 2006, a fost vândut lui Alișer Usmanov.
În ianuarie 2005, Kommersant a publicat un protest împotriva unei hotărâri judecătorești prin care i se ordona să publice o negare a unei povești despre o criză la Alfa-Bank. În 2008, BBC News a considerat Kommersant unul dintre principalele ziare de afaceri liberale din Rusia.
S-a susținut că Kommersant folosește strategic un ton ironic în relatările sale, exprimat prin „neologisme creative, jocuri de cuvinte, metafore și eufemisme impuse legal”, permițându-i să-și mențină un grad de independență în perioadele severe de cenzură de stat.

### Invazia din Ucraina
În februarie 2024, Curtea Europeană a Drepturilor Omului a respins recursurile împotriva sancțiunilor Uniunii Europene impuse lui Alișer Usmanov. Hotărârea curții a spus că miliardarul are „legături deosebit de strânse” cu președintele rus Vladimir Putin și „a sprijinit activ politica guvernului rus de destabilizare a Ucrainei”.
Conform monitorizării publicației online din Ucraina Detector Media publicațiile holdingului Kommersant au coincis adesea cu poziția oficială a Federației Ruse și nu au fost echilibrate (lipsa punctului de vedere al celeilalte părți, utilizarea activă a surselor anonime). După începerea invaziei armate rusești a Ucrainei, ziarul Kommersant aproape că a încetat să mai publice interviuri cu oficiali ucraineni sau internaționali, iar publicațiile holdingului aproape că au încetat să scrie despre război în sine. Ziarul Kommersant, la fel ca întregul holding mass-media, a ignorat, în esență, loviturile cu rachete asupra Viniței, menționând în treacăt, citând date despre morți cu referire la partea ucraineană și declarații despre Casa Ofițerilor, unde s-ar afla „o locație temporară pentru naziști”. Publicația a raportat, de asemenea, într-o notă despre un atac cu rachete asupra unui bloc de locuințe din Dnipro că a fost un fel de explozie, adăugând că „se presupune că a fost un atac cu rachete, potrivit autorităților ucrainene”.